# Avaluació documental
L'avaluació documental és un procediment analític integrat en els sistemes de gestió documental, que cerca distingir els diferents valors que posseeixen els documents per tal de saber quins s'han de conservar de forma permanent, temporalment o procedir a la seva eliminació.
Segons el Diccionario de terminologia archivística de la Subdirección General de los Archivos Estatales, l'avaluació documental és “la fase del tractament arxivístic que consisteix a analitzar i determinar els valors primaris i secundaris de les sèries documentals, fixant els terminis de transferència, accés i conservació o eliminació total o parcial".
La Norma Internacional General de Descripció Arxivística (ISAD(G)) defineix l'avaluació com “el procés de determinació del període de conservació dels documents d'arxiu”. Una altra és la de Ramon Alberch que diu: “L'avaluació és una funció bàsica d'un arxiu destinada a analitzar els documents segons els seus usos administratius, fiscals i legals, jurídics, tant presents como futurs, i els seus valors testimonials, informatius i d'investigació".

## Principis valors i criteris d'avaluació
Per tal de portar a terme l'avaluació documental s'han de considerar tres processos que són els fonaments estructurals de l'avaluació: el principis d'avaluació, els valors dels documents i els criteris d'avaluació.

### Els valors dels documents
La gran aportació es troba per part de Schellenberg a la dècada de 1950 quan proposa distingir entre: el valor primari i el valor secundari.
El valor primari és el que adquireix un document en el moment que es produeix pel sol fet de ser testimoni i d'una activitat. El valor primari conté tres tipus:
- Valor administratiu: dona suport a les activitats de l'organització
- Valor legal: protegeix els drets legals
- Valor fiscal: el tenen els documents que mostren com es recapten i s'usen els diners

El valor secundari és el valor que adquireixen els documents per a la investigació històrica, per tant, formarà part del patrimoni documental. Schellenberg identifica dos tipus de valor secundari:
- Valor d'evidència: mostra la creació de l'organisme i la seva estructura
- Valor informatiu: considerar si el tema dels documents és d'interès per a la investigació

### Principis d'avaluació
Els principis d'avaluació són un conjunt de criteris o principis bàsics a tenir en compte en l'acte de valorar. Carol Couture (1997) en proposa cinc:
- En primer lloc s'ha de conservar la documentació que provi des del punt de vista arxivístic o jurídic les accions destacades d'una persona o organisme
- També és important considerar l'època en què es va generar el document
- Un tercer principi és el d'enllaçar l'avaluació amb altres intervencions arxivístiques,[6] com poden ser la història de les institucions
- El quart principi és el de trobar l'equilibri entre les finalitats de gestió i les patrimonials
- Finalment, és important diferenciar entre el context de creació d'un document i les activitats lligades al seu ús[7]

#### Criteris d'avaluació
Segons Lluís Cermeno i Elena Rivas: “els criteris d'avaluació són una manifestació o concreció sobre quin tipus d'informació continguda en els documents considerem valuosa”. Existeixen desenes de criteris d'avaluació que es poden considerar en el procés, tot i això, n'hi ha que s'han consensuat per part d'òrgans com la Comissió Nacional d'Accés, Avaluació i Tria Documental o la Comisión Superior Calificadora de Documentos Administrativos. De fet, una mostra d'aquesta acceptació és que tots aquests criteris també s'han exposat a la norma ISO 15489-1: 2001 en l'apartat 9.2.
Dintre dels criteris d'avaluació s'ha de diferenciar els criteris de conservació dels criteris d'eliminació de documents.

#### Criteris de conservació
D'acord amb Lluís Cermeno i Elena Rivas, els documents que s'haurien de conservar són els que compleixen un o més d'un dels següents criteris:
- Criteri d'evidència: expliquen l'origen funcionament i evolució d'un organisme. També els documents que permetin conèixer els processos d'elaboració de lleis y reglaments.
- Criteri de singularitat: contenen dades necessàries per a la protecció dels drets civils, financers, jurídics o altres drets d'individus o institucions.
- Criteri d'importància: Contenen dades significatives sobre persones físiques i jurídiques, llocs, esdeveniments importants, moviments o tendències de la història política, econòmica i social.
- Costos: és un criteri dels anys quaranta formulat per Bauer segons el qual s'hauria de considerar la poca consulta d'un document com un factor per a la seva eliminació.
- Documents que completen la informació d'altres fons o sèries documentals.

#### Criteris d'eliminació de documents
- Documents que tracten temes de tramitació a curt termini.
- Esborranys de càlculs rutinaris i de documents de treball.
- Còpies de materials que simplement s'han conservat com a referència.

També es recomana l'eliminació de documents que el seu estat no justifica la seva restauració. En aquest cas, el procediment és el d'intentar restaurar el document i si no és possible, fer un inventari dels documents afectats, obtenir una autorització per a la seva destrucció i finalment, certificar-la
És també un objectiu de l'eliminació aquells documents o sèries documentals que presentin buits informatius que facin impossible la seva identificació.

## Sistemes d'avaluació
Els sistemes d'avaluació se sustenten en tres pilars: una normativa de regularització, una autoritat amb poders i responsabilitats i l'existència d'uns calendaris d'avaluació. Els sistemes d'avaluació han de tenir una regulació clara, és a dir, una explicació del funcionament i la forma de prendre els acords d'avaluació i selecció. També és important que sigui feta des de múltiples punts de vista com explica la norma ISO 15489. Això inclou diversos àmbits de l'autoritat. Finalment, és imprescindible que el procés d'avaluació i les seves conseqüències es documentin amb molta cura.

### Objectius
L'objectiu fonamental és controlar el cicle vital dels documents produïts per una organització o sistema d'arxius. Això es fa per complir amb la feina de recollir, conservar, organitzar i servir la documentació d'una organització o grup d'elles. Dintre d'aquests objectius general n'hi ha de més específics.
- Conèixer la documentació que genera l'organisme per delimitar les sèries documentals
- Establir els valors primaris i secundaris
- Establir terminis de conservació
- Quan estigui definit en el sistema, delimitar en quin moment de la seva vida el document pot ser consultat pels ciutadans

### Documentació d'un sistema d'avaluació
Com s'ha dit abans, és imprescindible documentar bé tot el procés d'avaluació. La raó és que en el futur es pugui saber quines accions es van donar al procés d'avaluació, com, quan i per què. Per tant, un sistema d'avaluació ha de fer ús de la següent documentació: 
- Reglament de l'arxiu o norma específica
- Comissions qualificadores: elecció de membres, convocatòries, ordres del dia, actes
- Formularis de valoració: revisions i modificacions. Esborranys i aprovats
- Calendaris de valoració: revisions i modificacions. Esborranys i aprovats
- Aprovació d'acords
- Publicació en el butlletí oficial
- Actes d'eliminació
- Llistats d'eliminació
- Llibre de registres d'eliminació

## L'avaluació documental a Catalunya
L'inici es troba a la Llei 6/1985 d'arxius, que a l'article 2 especificava que cap document produït per l'administració publica es podia eliminar sense un reglament. Va ser el 1989 quan a les Segones Jornades Arxivística es va presentar un esborrany de l'estructura d'un futur Decret. L'any 1990 s'aprova el Decret 117/1990 sobre avaluació i tria de la documentació de l'Administració pública (DOGC1997), que va crear la Comissió Nacional d'Accés, Avaluació i Tria Documental (CNAATD), l'òrgan encarregat d'avaluar la documentació de les administracions públiques.
	Finalment, el Decret 13/2008 del 22 de gener sobre accés, avaluació i tria de documents (DOGC núm. 5056) conformà l'actual Comissió Nacional d'Accés, Avaluació i Tria Documental. Aquesta va afegir funcions relatives a l'accés i l'avaluació per als documents privats. És a dir, els centres del Sistema d'Arxius de Catalunya podrien avaluar la documentació privada que integra el patrimoni documental.